# Dziwak z Central Parku
Dziwak z Central Parku (tytuł oryg. I'm Not Rappaport) – amerykańska komedia filmowa z 1996 roku, powstała na podstawie sztuki Herba Gardnera.

## Główne role
- Walter Matthau – Nat Moyer
- Ossie Davis – Midge Carter
- Amy Irving – Clara Gelber
- Craig T. Nelson – Kowboj
- Boyd Gaines – Pete Danforth
- Martha Plimpton – Laurie Campbell
- Guillermo Díaz – J.C